# Gluma

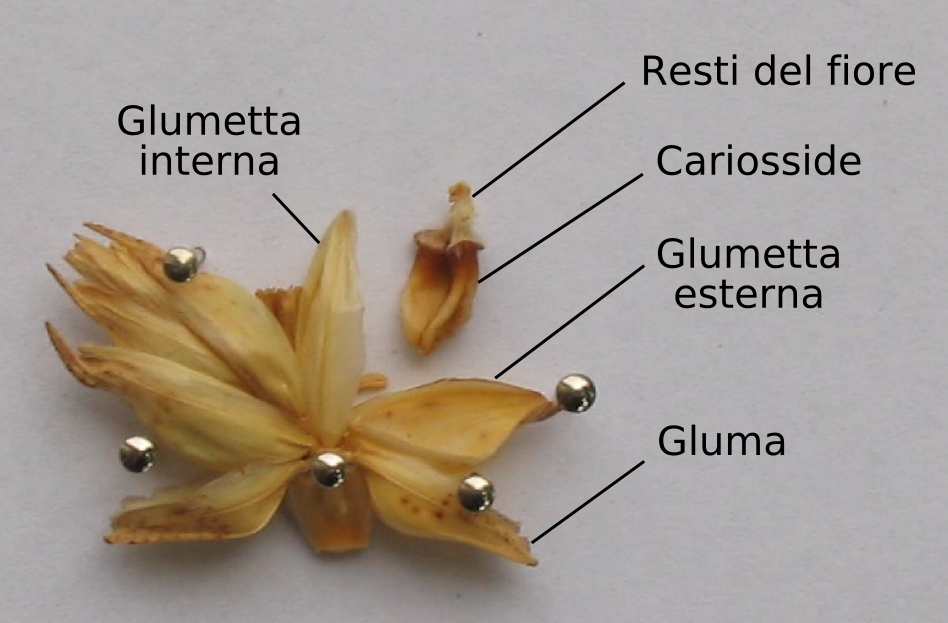
Spighetta di grano tenero (Triticum aestivum) con le glume e una coppia di glumette divaricate a mettere in evidenza il frutto (cariosside), seccato mentre ancora immaturo

Gluma è detta ciascuna delle brattee di consistenza cartacea che avvolgono le cariossidi (i chicchi) del grano, del riso e di altre graminacee.
Più internamente si trovano le glumette (o glumelle) che, alla loro ascella, portano il fiore.
Normalmente questa parte viene separata dalla cariosside durante il processo di lavorazione dei cereali, per andare a formare un residuo della lavorazione, detta "lolla".